# باك ويفر
باك ويفر (بالإنجليزية: Buck Weaver)‏ هو لاعب كرة قاعدة أمريكي، ولد في 18 أغسطس 1890 في Pottstown, Pennsylvania ‏ في الولايات المتحدة، وتوفي في 31 يناير 1956 في شيكاغو في الولايات المتحدة.

## وصلات خارجية
- باك ويفر على موقعبيزبول رفرنس.كوم (الدوري الرئيسي) (الإنجليزية)
- باك ويفر على موقعبيزبول رفرنس.كوم (الدوري الثانوي) (الإنجليزية)
- باك ويفر على موقع جمعية أبحاث البيسبول الأمريكية (الإنجليزية)
- باك ويفر على موقع مشجعي الرسوم البيانية (الإنجليزية)